# Tombe Regolini-Galassi
La tombe Regolini-Galassi (en italien, Tomba Regolini-Galassi) est une tombe étrusque à hypogée de la nécropole del Sorbo à Cerveteri.

## Histoire
La tombe Regolini-Galassi est une tombe de la période orientalisante et date du milieu du VIIe siècle av. J.-C. Son nom provient de ses découvreurs Regolini et Galassi. La tombe a en effet été découverte intacte en 1836 par l'archi-prêtre Alessandro Regolini et le général Galassi.
Au cours du VIe siècle av. J.-C., le tumulus d'origine a été entouré par un deuxième tambour afin de creuser de nouvelles tombes. Ces tombes périphériques plus exposées l'ont préservée des tombaroli.
Par l'importance et intérêt des pièces archéologiques qu'elle contenait, George Dennis l'a définie « La plus importante des tombes étrusques ».

## Description
La tombe Regolini-Galassi se trouve dans la nécropole del Sorbo le long de la route qui, de Cerveteri, mène à Bracciano.
La tombe partiellement creusée dans le tuf est complétée par une construction en blocs de pierre équarris.
Un court dromos d'accès en pente mène à une antichambre centrale étroite et longiligne donnant accès symétriquement à deux cellules latérales ovales (creusées dans le tuf), ainsi qu'à une chambre en enfilade de laquelle elle est séparée par une demi-cloison.
Son plafond est en fausse voûte et l'ensemble est recouvert par un imposant tumulus de terre.
C'est une très riche tombe féminine d'époque orientalisante. La femme est inhumée dans la chambre du fond, sur un char. 

## Découvertes archéologiques
La tombe était occupée par des personnes de rang princier.
- Dans la pièce du fond, une défunte retrouvée littéralement couverte d'or.
- Dans la cellule ovale de droite (scellée par un bloc de tuf), un homme incinéré (urne biconique en bronze).
- Dans l'antichambre sur un lit en bronze, on pense qu'il y avait une autre personne.
- Le long de la paroi de gauche : huit boucliers de parade en feuilles de bronze.

Les fouilles ont permis de mettre au jour diverses pièces archéologiques :
- Un lit en bronze.
- Un trousseau funéraire composé de divers bijoux ayant appartenu à la défunte (pectoral en or, fibule) ainsi qu’un service de table composé de vases en argent (avec l'inscription parlante : « je suis de Larthia », argent doré et bronze.
- Un petit vase en bucchero en forme de bouteille conique sur laquelle est gravée l'une des plus anciennes reproductions de l'alphabet étrusque.
- Un bige en bois avec des ornements en bronze brisée et à demi brûlée.

De nombreuses pièces sont conservées au Musée grégorien étrusque (salle II) du Vatican.

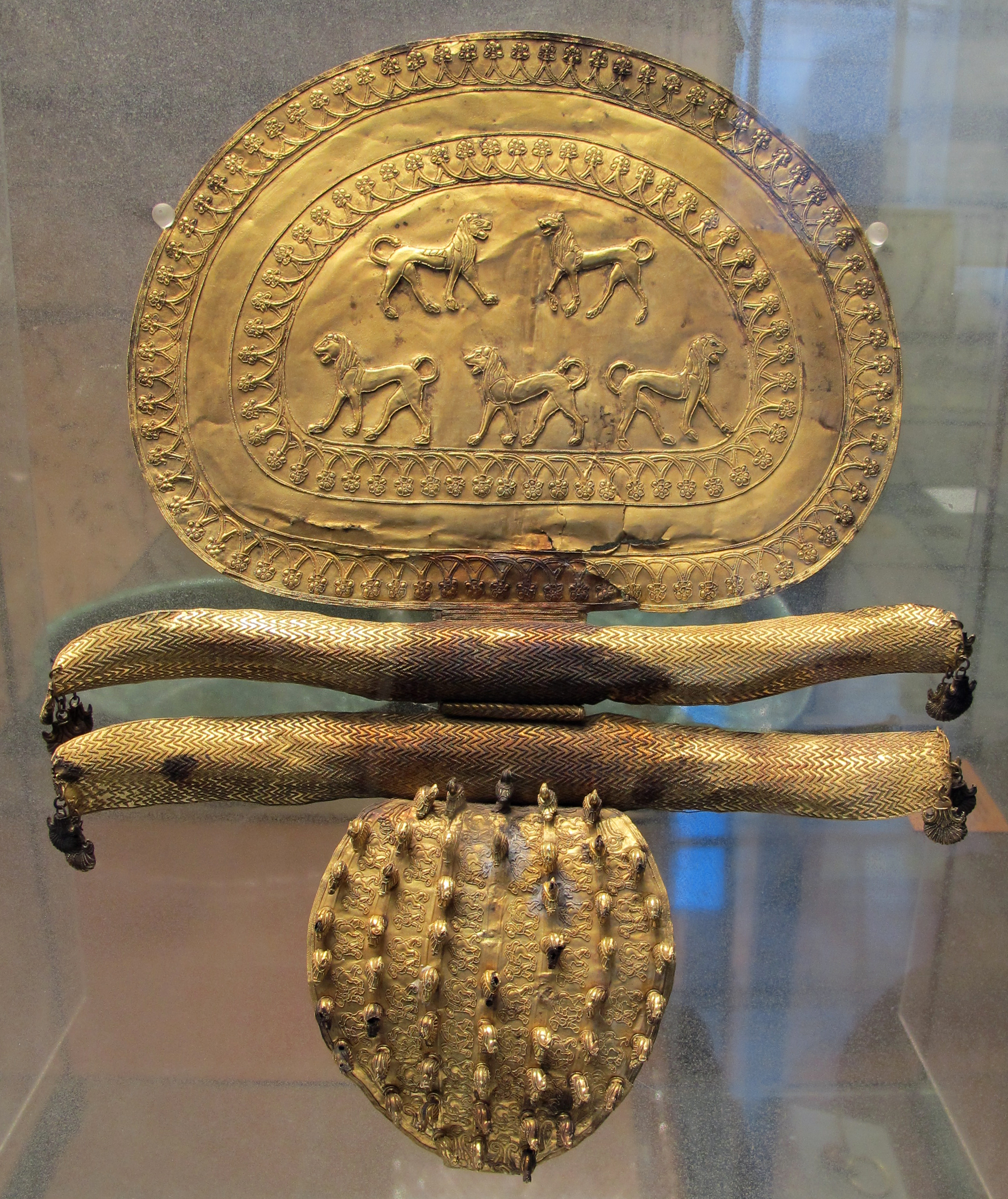
Fibule en or tombe Regolini-Galassi (675-650 av. J.-C.
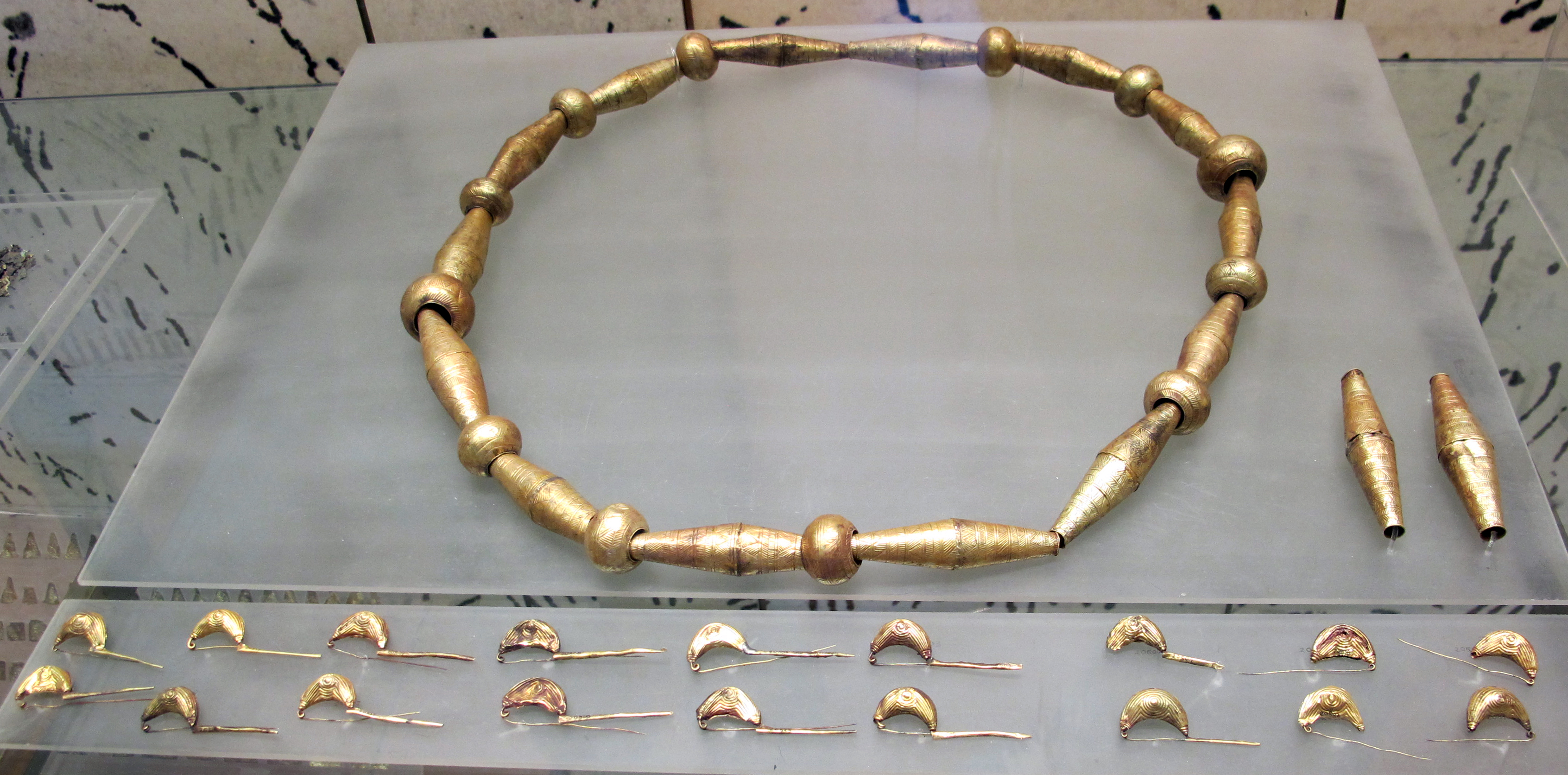
Collier et fibule en or tombe Regolini-Galassi
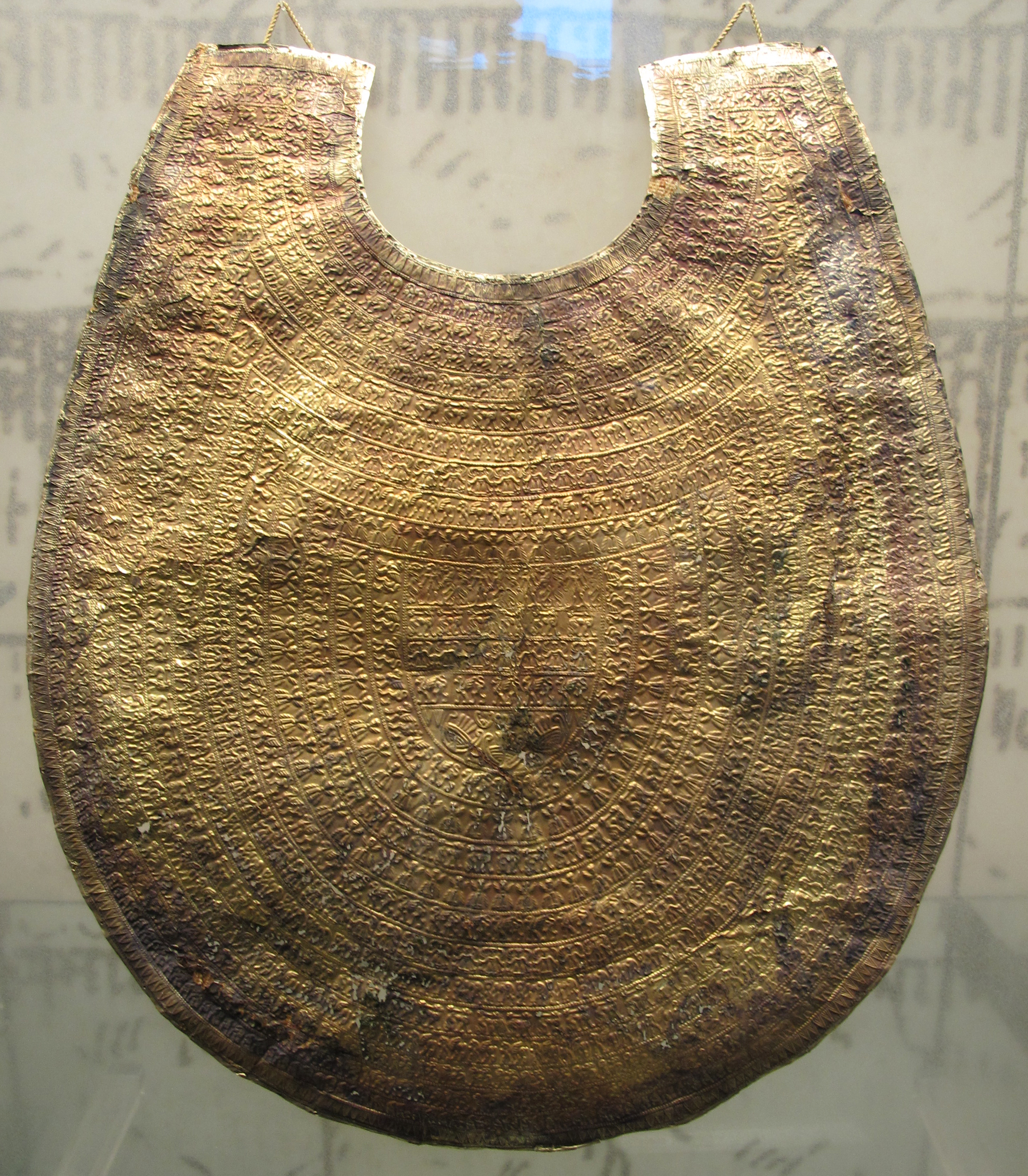
Pectoral en lamine d'or tombe Regolini-Galassi
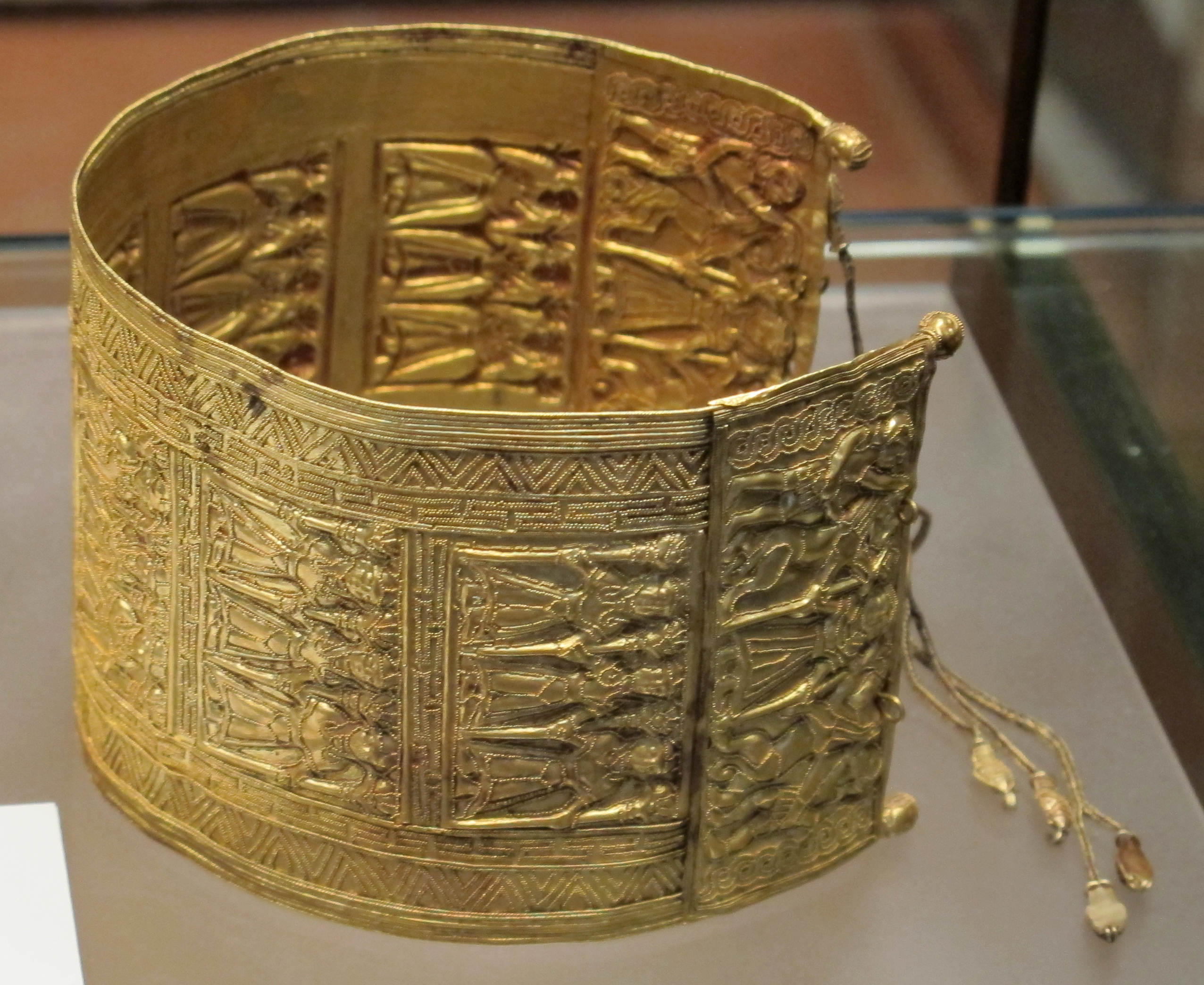
Bracelet en or